# Stelis paraguasensis
Stelis paraguasensis är en orkidéart som beskrevs av Carlyle August Luer. Stelis paraguasensis ingår i släktet Stelis och familjen orkidéer. Inga underarter finns listade i Catalogue of Life.